# Mallosia tristis
Mallosia tristis är en skalbaggsart som beskrevs av Edmund Reitter 1888. Mallosia tristis ingår i släktet Mallosia och familjen långhorningar.
Artens utbredningsområde är Iran. Inga underarter finns listade i Catalogue of Life.